# Jan van der Hoeven
Jan van der Hoeven (Róterdam, 9 de febrero de 1801-Leiden, Holanda Meridional; 10 de marzo de 1868) fue un profesor, médico, zoólogo y botánico neerlandés. Su más famoso libro es Handboek der Dierkunde (Manual de zoología, 1827-1833), traducido al alemán y al inglés (por el prof. William Clark). Escribió con la misma facilidad sobre cocodrilos así como sobre mariposas, lanceletas y lémures.

## Biografía
Provenía de una familia acomodada de comerciantes de Róterdam. En 1819 se mudó a Leiden. En 1822 obtuvo el título en física y en 1824 en medicina. Después de una visita a París, comenzó a trabajar como médico de familia en Róterdam. Fue nombrado profesor de zoología y de mineralogía, en la Universidad de Leiden en 1826. Ese mismo año se casó con Anna van Stolk. En su juventud, van der Hoeven fue influenciado por y rindió homenaje al filósofo alemán Johann Gottfried Herder, y fue amigo del prominente abogado Willem Bilderdijk, autor e historiador, conocido por su revivalismo religioso. Dos hermanos fueron también profesores: Abraham fue teólogo remonstrante, y Cornelis fue médico.
En el siglo XIX, todo el conocimiento se había convertido en imposible de entender y comprender, pero van der Hoeven fue un científico polímata (representante de la era Biedermeier) y un generalista: ni especializado ni teórico. En 1834 comenzó una revista en Natural History and Physiology. También estuvo involucrado en la educación; escribió un libro de biología para los alumnos de la escuela secundaria, y, paradójicamente, fue uno de los últimos profesores de Leiden en enseñar en latín. En 1860 pidió permiso para salir de la universidad. Y en 1864 publicó un texto de biología en latín Philosophia zoologica.

## Algunas publicaciones
- 1829. Levensberigt van Jan Arnout Bennet. 10 pp.
- 1856. Over het geslacht Icticyon van Lund. (Cynalicus Gray.) 10 pp.
- 1867. Annotationes de Dromade Ardedo Payk. Nova Acta Academiae Caesarea Leopoldino-Carolinae Germanicum Naturae Curiosorum 33 ( 7 ): 15 pp.

### Libros
- 1821. ... responsio ad quæstionem ... "Quæritur, quis sit usus, qualisque dignitas Anatomes Comparatæ in stabiliendis Regni Animalium divisionibus?". Annales Academiae Gandavensis. 25 pp.
- 1821. Commentatio de foliorum plantarum ortu, situ, fabrica et functione. Ed. apud S. et J. Luchtmans, 22 pp.
- 1822. Dissertatio de sceleto piscium. Ed. Herdingh. 110 pp. en línea
- 1826. Jani van der Hoeven Oratio de diligenti veritatis studio praecipua naturae interpretis dote. 40 pp.
- 1842. Commentationem ad Frisiae statutorum titulum XVII libri primi De successions ab intestato. Ed. Hazenberg. 58 pp.
- 1843. Oratio de aucta et emendata zoologia post Linnaei tempora: habita die VIII mensis Februarii anni 1843 quum magistratum academicum deponeret. 52 pp. en línea
- 1848. De Vera anatomes comparatue indole. Ed. Typo. J.C. Le Lau. 28 pp. en línea
- 1852. Naturgeschichte der Wirbelthiere. Volumen 2 de Handbuch der Zoologie.
- 1852. Contributions to the knowledge of the animal of Nautilus pompilius
- 1856. Handbook of zoology, Volumen 1. Ed. Longman. 880 pp. en línea
- 1864. Philosophia zoologica. Ed. E. J. Brill. 401 pp. en línea Reeditado por BiblioBazaar, LLC, en 2008, 412 pp. en línea
- 1879. Conjunctivitis diphtheritica. 55 pp.
- 1899. Over de zoogenaamde epispadie bij de vrouw. Ed. P. Somerwil, 54 pp.

## Honores
- En 1858 fue elegido como miembro extranjero de la Real Academia de las Ciencias de Suecia.